# Sant’Ivo alla Sapienza

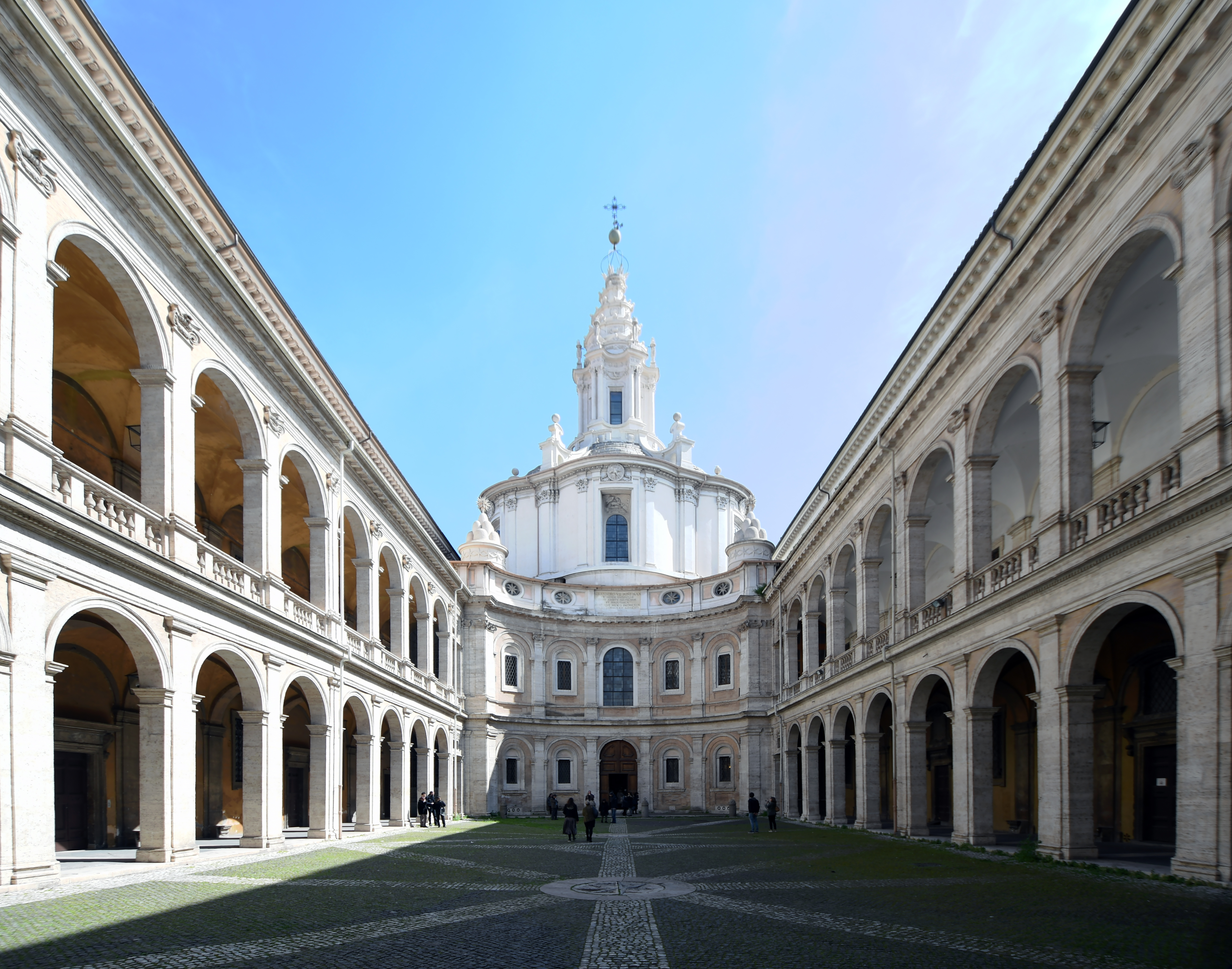
Blick vom Hof zur Fassade der Kirche Sant’Ivo alla Sapienza

Die barocke Kirche Sant’Ivo alla Sapienza in Rom wurde 1642–1664 von Francesco Borromini erbaut. Sie ist dem heiligen Ivo, dem Schutzpatron der Juristen, gewidmet und liegt am Corso del Rinascimento östlich der Piazza Navona. Die einzigartige architektonische Gestaltung dieses Zentralbaus macht ihn zu einer der originellsten und schönsten Kirchen Roms.
Ursprünglich war die Kirche dem Patronat des Hl. Fortunatus anvertraut, später kamen weitere Patrozinien hinzu: der heilige Leo der Große, der heilige Ivo als Patron der Konsistorial-Advokaten (ein Konsistorium ist in der römisch-katholischen Kirche die Vollversammlung der Kardinäle), die den Rektor der Universität stellten, und der heilige Alexander Martyr, dessen Gebeine anlässlich der Weihe in die Kirche übertragen wurden.

## Geschichte

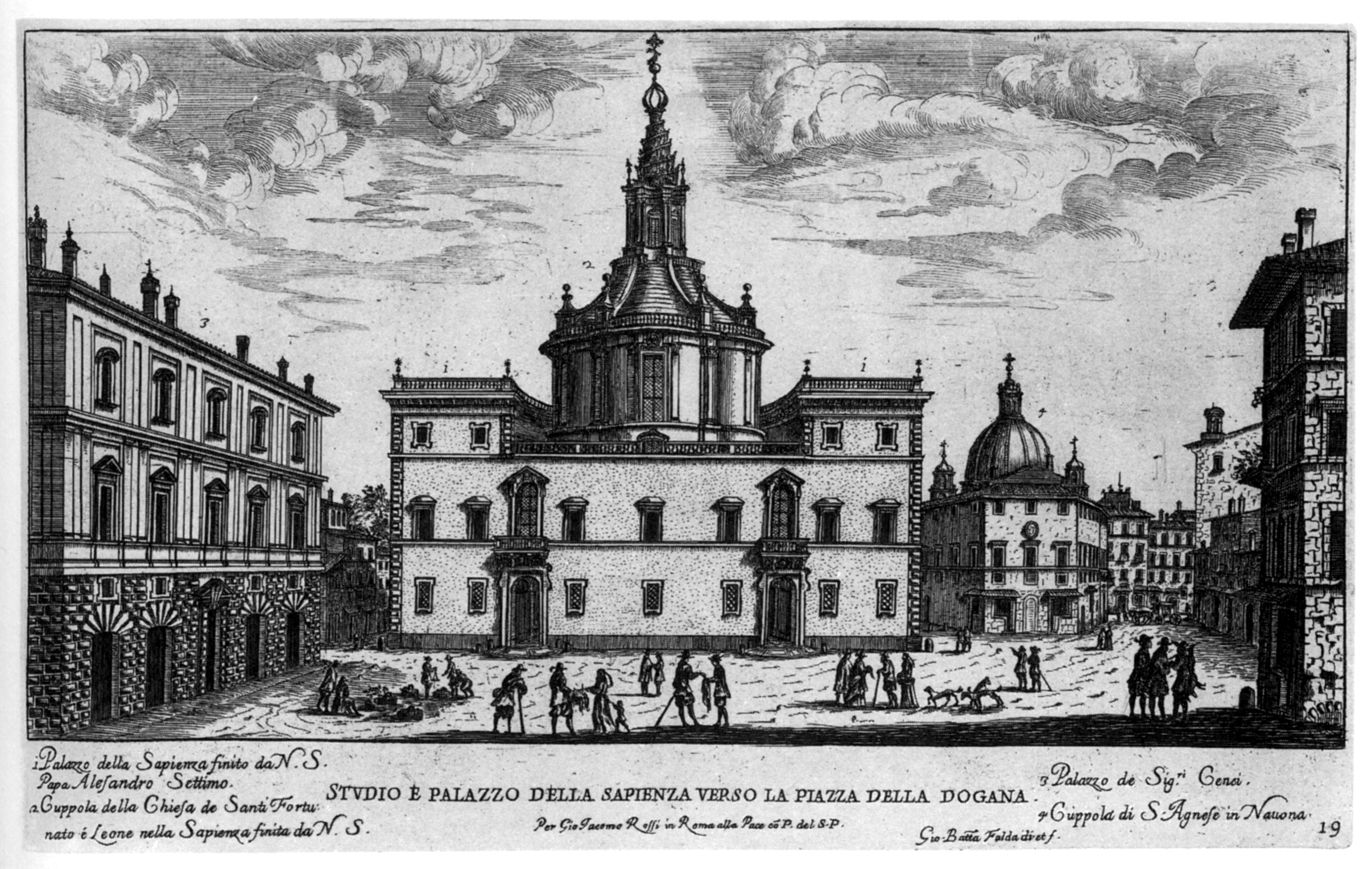
Der der Kirche vorgelagerte Palazzo della Sapienza, 1665

Sant’Ivo entstand als Kapelle für das 1303 gegründete päpstliche studium urbis (= Platz für Studien in der Stadt), die spätere La Sapienza genannte Universität. Die Kirche musste in den bereits bestehenden Palazzo della Sapienza eingepasst werden, der einen längsrechteckigen Hof umschloss. Der Bau war in mehreren Etappen ab 1564 bis um 1630 hauptsächlich nach Entwürfen der Spätrenaissance-Architekten Pirro Ligorio und Giacomo della Porta errichtet worden.
Schon Giacomo della Porta hatte für die Universitätskapelle einen Zentralbau vorgesehen, konnte das Gebäude – wohl wegen seines Todes im Jahr 1602 – nicht ausführen. Papst Urban VIII. (1623–1644) ernannte Francesco Borromini 1632 zum Architekten und Baumeister des Archiginnasio (wörtlich: Erzgymnasium), wie die Universität zu dieser Zeit hieß. Als Borromini im Jahr 1642 den Bau übernahm, war die Anlage von seinen Vorgängern schon genau festgelegt. Die Hauptfassade und der Hof waren bereits errichtet und das Programm erstellt: darin waren der Bau einer Kirche auf rundem Grundriss, der Aufriss der langen Fassade und die Errichtung einer Fassade in Richtung der Piazza S. Eustachio festgelegt. Für die Ausgestaltung der Kirche hatte man Borromini völlige Freiheit gewährt (die Entwicklungsgeschichte ist in einigen Zeichnungen des Opus architectonicum, einer Borromini-Monographie aus dem Jahr 1720, erhalten). Die Arbeiten an der Kapelle begannen im Jahr 1642 und dauerten zwanzig Jahre. Das Gebäude wurde in der Regierungszeit Papst Innozenz X. (1644–55) fertiggestellt, die Ausgestaltung des Kircheninneren erfolgte während der Amtszeit seines Nachfolgers Papst Alexander VII. (1655–1667). Er hatte nach dem Tod Innocenz´ X. sofort die Fortführung der Arbeit angeordnet.
Am 13. November 1660 konnte die Cappella della Sapienza feierlich eingeweiht werden. Mehrere Kirchweihpredigten beschäftigten sich mit dem Schutzheiligen der Kirche und den ikonologischen Motiven ihrer Dekoration, die sich um die Themen der göttlichen Weisheit und der Nächstenliebe ranken. Eine im selben Jahr geprägte Gedenkmünze zeigt auf der Vorderseite das Porträt Papst Alexanders VII., auf der Rückseite die Fassade von Sant’Ivo im Innenhof der Universität, die von den Worten OMNIS SAPIENTIA A DOMINO („Alle Weisheit stammt vom Herrn“ Sir 1,1 ) umgeben ist.
Sant’Ivo diente bis 1935 als Universitätskapelle, als die Universität in die unter Mussolini errichtete Città Universitaria umzog. Seither ist sie hauptsächlich eine Touristenattraktion an dem stark frequentierten Weg zwischen Piazza Navona und Pantheon. Im Innenhof des Palazzo della Sapienza finden außerdem Konzerte statt.

## Architektur

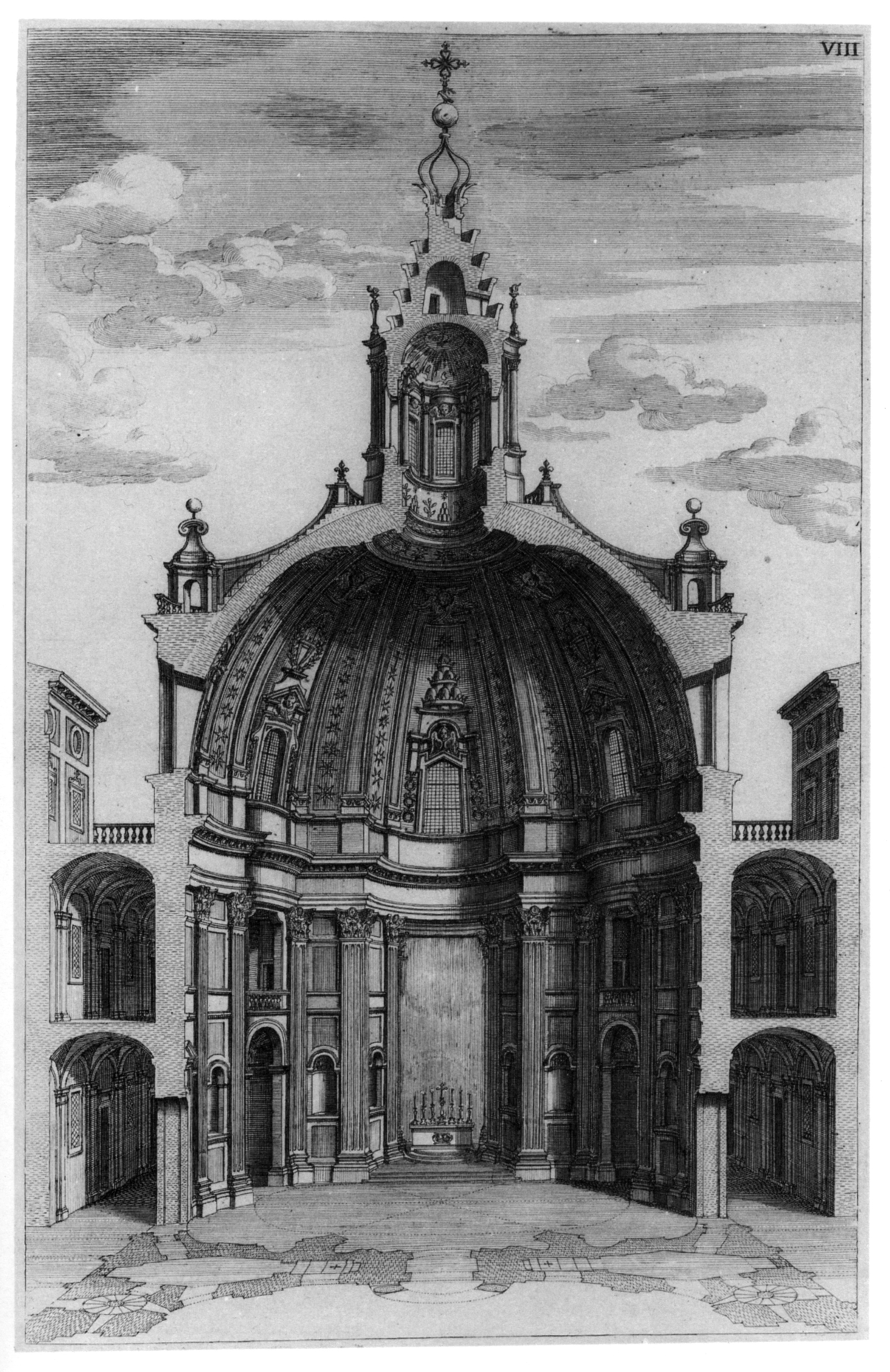
Vertikaler Schnitt durch den Sakralraum

Das Kirchengebäude wurde in den zur Bauzeit bereits vorhandenen Komplex der Universität eingepasst. Sie schließt den langgezogenen, rechteckigen Innenhof nach Osten hin ab, durch den sie betreten wird. Bei der Kirchenfassade übernahm Borromini das Motiv der zweigeschossigen Arkadenreihe der flankierenden Gebäudeteile. Sie ist sie im Unterschied dazu konkav geschwungen und die Bögen sind mit Mauerwerk und Fenstern geschlossen.
Die konkave Fassade kontrastiert mit der konvex gewölbten Wandung des darüber liegenden Tambours, auf dem eine flache, von unten kaum sichtbare Kuppel aufliegt. Auf dem von Stufen gebildete Kuppeldach thront eine Laterne in Gestalt eines reich gegliederten Rundtempels, dessen hohe Fenster von schlanken Säulenpaaren gerahmt werden. Die Laterne mit extravagantem spiralförmigen Aufsatz endet in einer Flammenkrone, die von einer nur durch Metallbögen angedeuteten Zwiebelkuppel, einer (Welt-)Kugel und einem Kreuz bekrönt wird.

### Innenraum

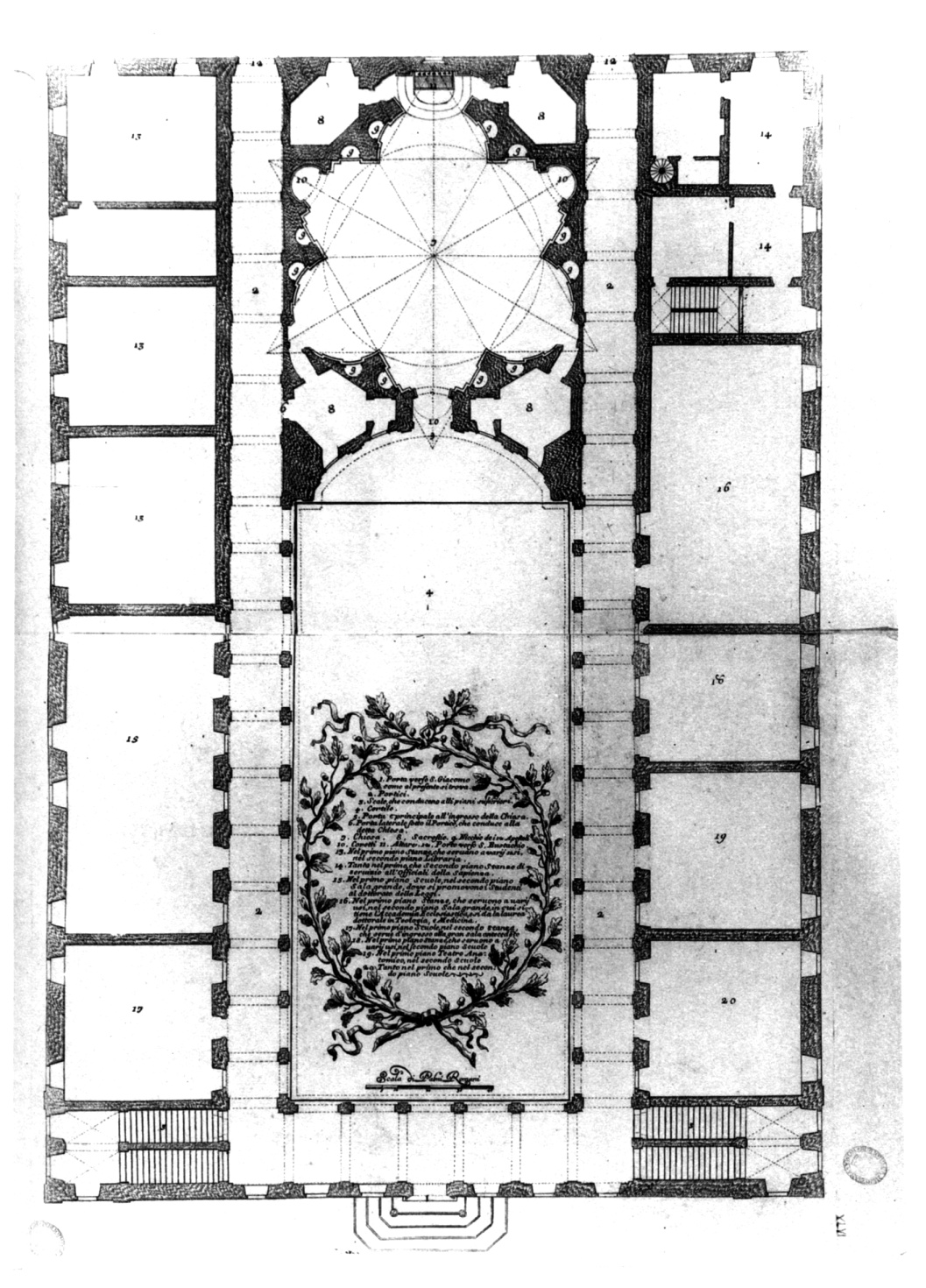
Grundriss des Palazzo della Sapienza mit Sant’Ivo

Auch im Innenraum von Sant’Ivo setzt sich das kontrastreiche Spiel von konkaven und konvexen Formen fort. Der Grundriss hat die Form eines Sechsecks, das auf das Symbol der Wissenschaft anspielt. Das Chrismon, das Monogramm Christi, darf aber auch nicht ausgeschlossen werden. In der christlichen Tradition wird es auch in Form eines sechszackigen Sterns oder durch ein dreidimensionales Kreuz mit sechs Armen.

In die Spitzen und in die Zentren der gegenüberliegenden Seiten kann man Kreise einzeichnen, an deren drei Seiten sich jeweils ein Halbkreis nach außen entwickelt, an den drei Spitzen jeweils ein nach innen gerichtetes Segment von der Größe eines Kreis-Sechstels. Dadurch ergibt sich im Raum ein von Borromini bevorzugtes rhythmisches Konkav-Konvex-Spiel der Wandteile. 

Geometrische Rekonstruktion des Kirchengrundrisses

Das Spiel mit der Ziffer Sechs, die auch ein Symbol der Vereinigung Christi mit Sophia (der Göttin der Weisheit) darstellt, wird in den umliegenden Räumen weitergeführt. Auch die Sakristeien stehen auf sechseckigem Grundriss. Das Hexagramm symbolisiert sowohl im Judentum als auch im Christentum die Allmacht Gottes. Es steht aber auch für Gleichgewicht und Harmonie des Göttlichen und des Weltlichen. Zudem ist in der Zusammensetzung eines Sechsecks aus sechs gleichseitigen Dreiecken auch die Symbolik der Zahl Drei enthalten. Sicher spielt es aber auch auf das Emblem der Barberini an, deren Wappentiere die Bienen sind, die bekannterweise sechseckige Waben bilden. Der berühmteste Vertreter der Familie war Papst Urban VIII. Barberini, der Francesco Borromini mit dem Bau beauftragt hatte.
Kannelierte Riesenpilaster mit korinthischen Kapitellen gliedern den Innenraum und betonen Vor- und Rücksprünge der Wand. Auf dem Hauptaltar in der östlichen Nische befindet sich ein Altarbild von Pietro da Cortona (1680), das den Hl. Ivo als Anwalt der Armen darstellt.

### Kuppel

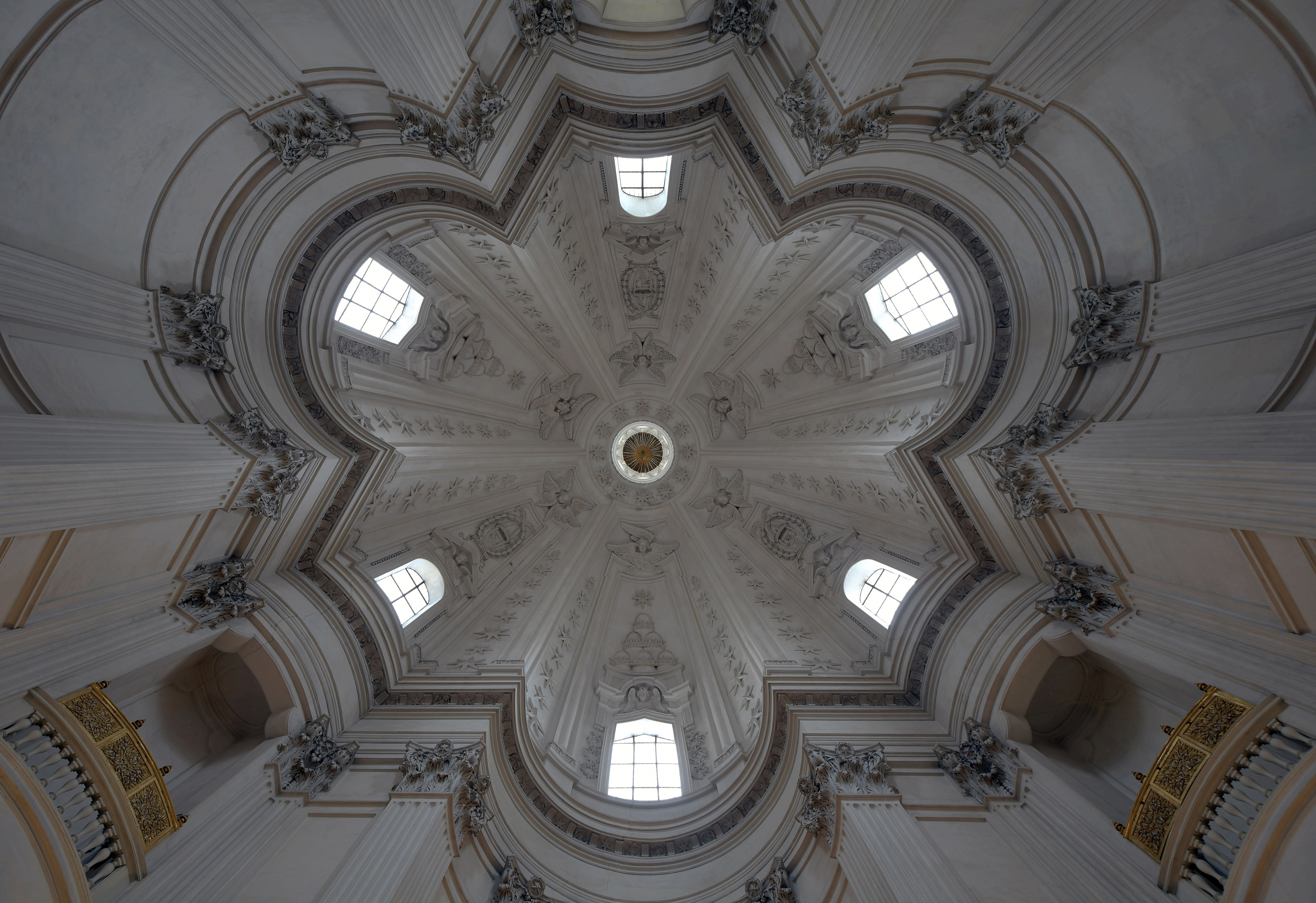
Das Innere der Kuppel von Sant’Ivo

Die innen hoch aufsteigende Kuppel ist außen nur im oberen Teil als abgeflachter Helm wahrnehmbar, der der aufsitzenden Laterne als Sockel dient. Borromini ahmte mit dieser Form die Rotunden der Spätantike an der Via Appia nach. Die sechs Konchen (= Muscheln, nischenartige Muschelformen) der Kuppel werden unten durch das Gebälk abgeschlossen. Sie wechseln in einem Konkav-Konvex-Rhythmus und enden oben in einem Kreis, der den Blick in die darüber liegende, kleine Laterne freigibt. Das Errichten der Kuppel, der Laterne, des spiralförmigen Aufsatzes und der drei krönenden Symbole waren eine architektonische Herausforderung. Die Bauarbeiter klagten während der Arbeit darüber, wie schwer diese Architektur auszuführen war.
Zum ikonologischen Programm von Sant´Ivo gehören u. a. Darstellungen des Hl Geistes, die sich – Anspielungen auf die göttliche Weisheit – auf dem Medaillon über dem Fenster zum Hof, am Himmel der obersten Laterne und an der Flammenkrone der Spirale befinden. Besonders reichhaltig ist das heraldische Repertoire, der Symbole der Wappen der drei Päpste, unter denen der Innenraum der Kirche fertiggestellt wurde. Die sechspassige Form der Barberini-Biene (aus welchem Geschlecht Papst Urban XIII stammte) findet sich an etlichen Stellen der Architektur wieder. Die Taube der Pamphili (Papst Innozenz X war aus dieser Familie) erscheint punktuell in den Nischen der Laterne und in der Metallkrone der Kuppel, während Berge, Sterne und Eichen vom Wappen Papst Alexanders VII mit großer Häufigkeit auftreten, was dem Wunsch Borrominis entspricht, sich bei diesem Papst, der ihm so wohlgesonnen war, zu bedanken. Zu den Symbolen der christlichen Ikonographie gehören die Lilien der Jungfrau Maria und die Palmzweige als (antike) Zeichen des Sieges (Anspielung auf dem Einzug Christi in Jerusalem) oder als Attribute von Märtyrern (für den in der Kirche bestatteten Hl Ivo). Sechs Paare von Cherubim über den Fenstern und sechs Seraphim unterhalb der Laterne deuten den Übergang von der irdischen zur himmlischen Sphäre an. Ihre Flügel sind abwechselnd gespreizt oder über Kreuz verschränkt.

### Die Spirale

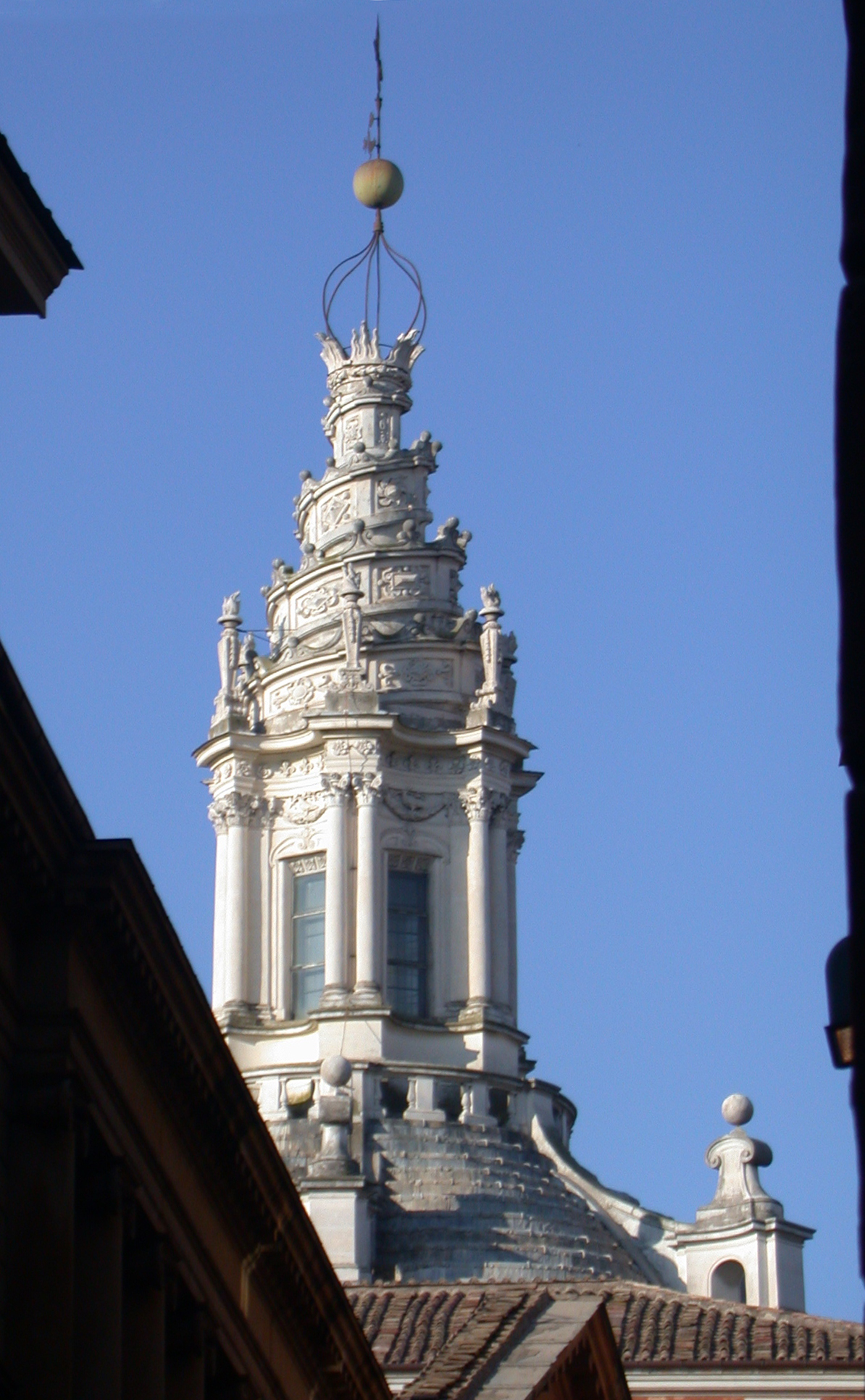
Die Laterne mit dem Spiralturm

Auf der Laterne sitzt eine spiralförmige Bekrönung, die sich als schmale Rampe mit drei Umdrehungen emporwindet. Die Außenflächen der Spirale sind mit einem kronenähnlichen Gesims und aus Stuck geformten Edelsteinen besetzt (Borromini selbst sprach von „corone“, Kronen, und „gioie“, Juwelen). Abgeschlossen wird die Spirale durch einen herausragenden Rundstab, der von einem Lorbeerkranz und einer Flammenkrone bekrönt wird. Darüber erhebt sich eine schmiedeeiserne Krone aus sechs geschwungenen Bügeln, die eine vergoldete Metallkugel tragen. Auf dieser sitzt die Taube mit dem Ölzweig, das Wappensymbol von Papst Innozenz X. Pamphili, über der das abschließende Kreuz steht.
Das ungewöhnliche Erscheinungsbild der Laterne von Sant’Ivo ist ein sichtbares Zeichen für Borrominis Anspruch, sich in seiner architektonischen Formgebung nicht zu wiederholen, sondern für jedes Bauwerk eine neue, originelle und reizvolle Formensprache zu schaffen. In seiner Formgebung verbergen sich metaphorische und wortspielerische Anspielungen auf die Funktion des Gebäudes.

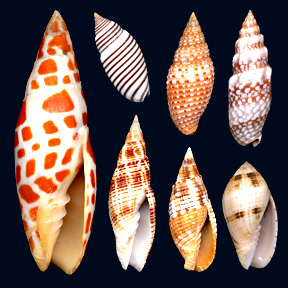
Verschiedene Gehäuseformen der Mitraschnecken

Eine ganze Reihe von Interpretationen beschäftigt sich mit der baulichen Symbolik. Plausibel ist eine Interpretation, die den Turm als architektonische Anspielung auf eine Schneckenart aus der Familie der Mitraschnecken bewertet, deren Gehäuse spiralförmig gedreht ist. Solche Schneckenhäuser fanden sich in vielen Kuriositätensammlungen, wie auch Borromini eine besaß. Nicht nur die Form, sondern auch ihr Name Mitra papalis, im 17. Jahrhundert auf Italienisch auch corona papale, „Papstkrone“ genannt, verweist auf die Tiara, das Symbol des Papsttums.

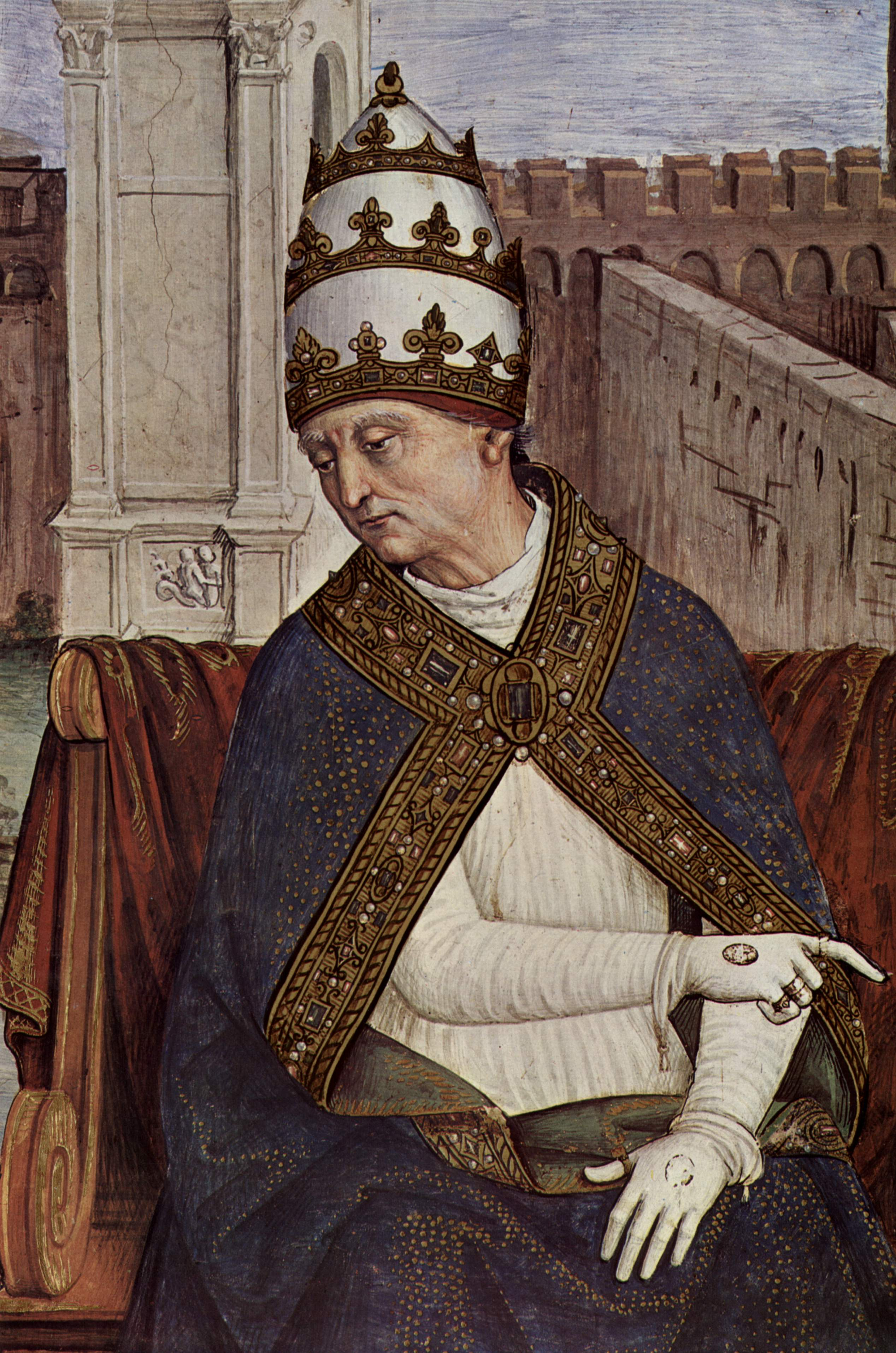
Papstkrone des 16. Jahrhunderts

Aus der verkürzten Perspektive, die ein im Innenhof stehender Betrachter hat, erscheint die Spirale tatsächlich als Abfolge von drei Kronen – die klassische Form der Tiara. Entwürfe von Bauwerken, die die Papstkrone als architektonisches Element verwenden, finden sich sowohl bei Borromini als auch bei anderen Baumeistern seiner Epoche.
Das spiralförmige Bauwerk hat verblüffende Ähnlichkeit mit Darstellungen des Turms von Babel aus dem 16. Jahrhundert, so dass es von manchen Kunsthistorikern als Turm der Weisheit interpretiert wurde – eine Deutung, gegen die spricht, dass der Turmbau von Babel stark negativ belegt ist. Auch der Pharos von Alexandria wurde als Vorbild genannt.
Der Flammenkranz schließlich steht in der Ikonologie des 17. Jahrhunderts meist für die Nächstenliebe; der Patron St. Ivo wurde vor allem als Anwalt der Armen verehrt. Auch mit der Ausgießung des Heiligen Geistes beim Pfingstwunder, auf das im Kircheninnern angespielt wird, kann er in Verbindung gebracht werden.

## Sant’Ivo als Allegorie der Weisheit
Bereits um die Mitte des 16. Jahrhunderts erhielt das päpstliche Archigymnasium den Beinamen „La sapienza“, die Weisheit. Über der Pforte des Universitätsgebäudes ließ Sixtus V. eine alttestamentliche Inschrift anbringen, die das Verhältnis von Religion und Gelehrsamkeit im Christentum zum Ausdruck bringt: „INITIUM SAPIENTIAE TIMOR DOMINI“ – „Der Anfang aller Weisheit ist die Gottesfurcht“ – und bestätigte damit den Beinamen des Bauwerks.
Die göttliche Weisheit stand im Gegensatz zur weltlichen Gelehrsamkeit, die sich der Mensch durch mühsames Studium erwirbt, die jedoch der Vergänglichkeit unterworfen ist. Die göttliche Weisheit dagegen wird dem Menschen von Gott geschenkt, sie kann nur durch den Glauben erworben werden. Die Kirche der päpstlichen Universität sollte als architektonische Allegorie der Weisheit erscheinen.
Über dem zentralen Fenster des Tambours findet sich ein Relief, das ein Lamm auf einem Buch mit sieben Siegeln darstellt. Nach Cesare Ripas Iconologia stehen diese Elemente für die göttliche Weisheit. Auch die Anspielung auf das Pfingstwunder in der Kuppel kann in diesem Zusammenhang gesehen werden. Die Cherubim über den Kuppelfenstern stehen für die göttliche Weisheit, die Seraphim für die Nächstenliebe. Nicht zuletzt sind auch die Bienen der Barberini ein Beleg für das Wirken der göttlichen Weisheit.

## Die Bienen der Barberini

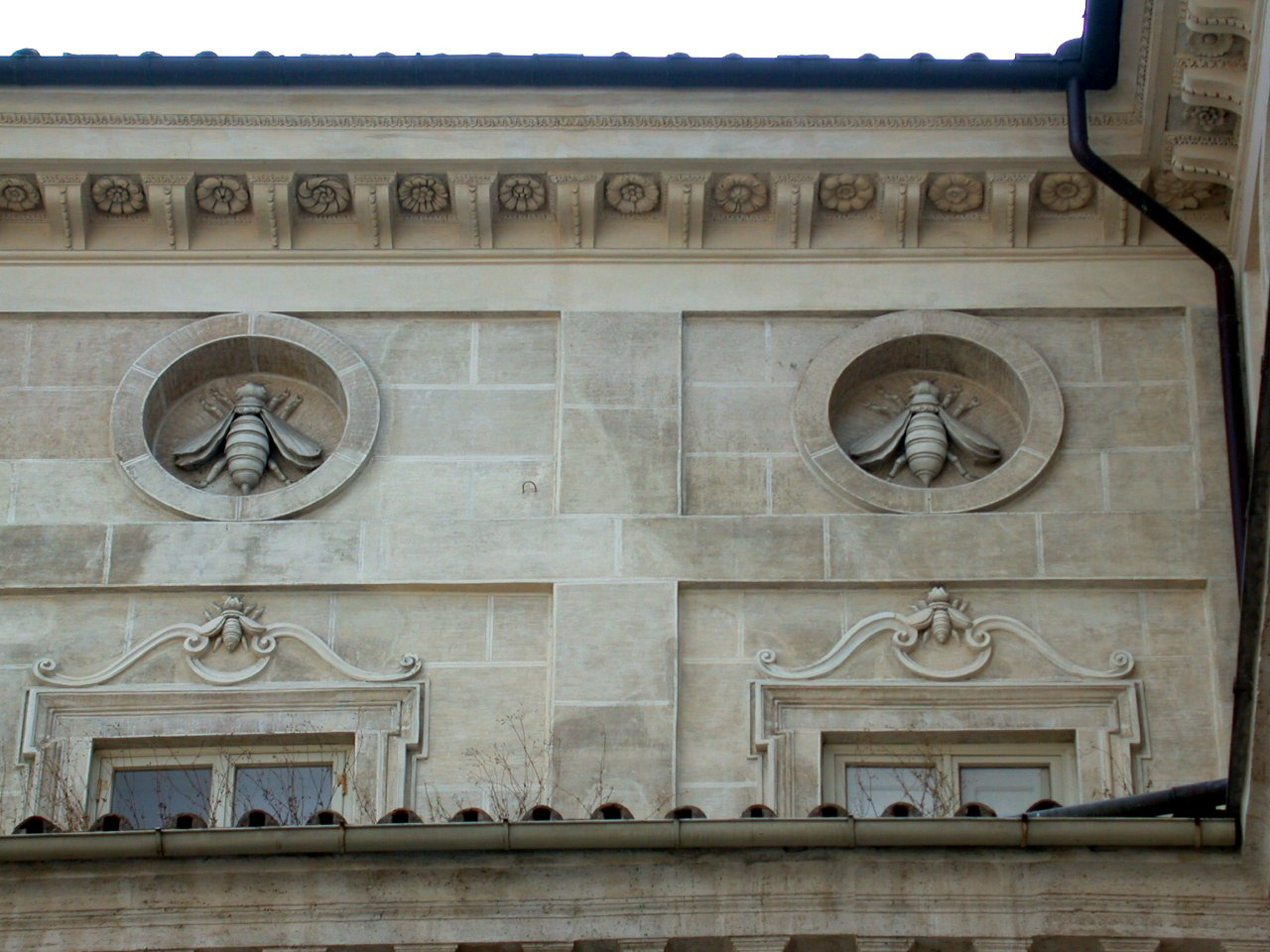
Die Bienen im Innenhof des Palazzo della Sapienza

Als Mitglied der Familie Barberini trug Papst Urban VIII. drei Bienen in seinem Papstwappen. Die Biene galt in seiner Zeit als Symbol der göttlichen Weisheit. Im Innenhof des Palazzo della Sapienza finden sich diese Bienen in Medaillons unter der Dachtraufe als skulpturaler Bauschmuck. Auch in den Grundriss von Sant’Ivo alla Sapienza wurde häufig die Form einer Biene hineingedeutet; die Tradition entstand wohl noch zu Borrominis Lebzeiten und ist erstmals 1661 belegt.

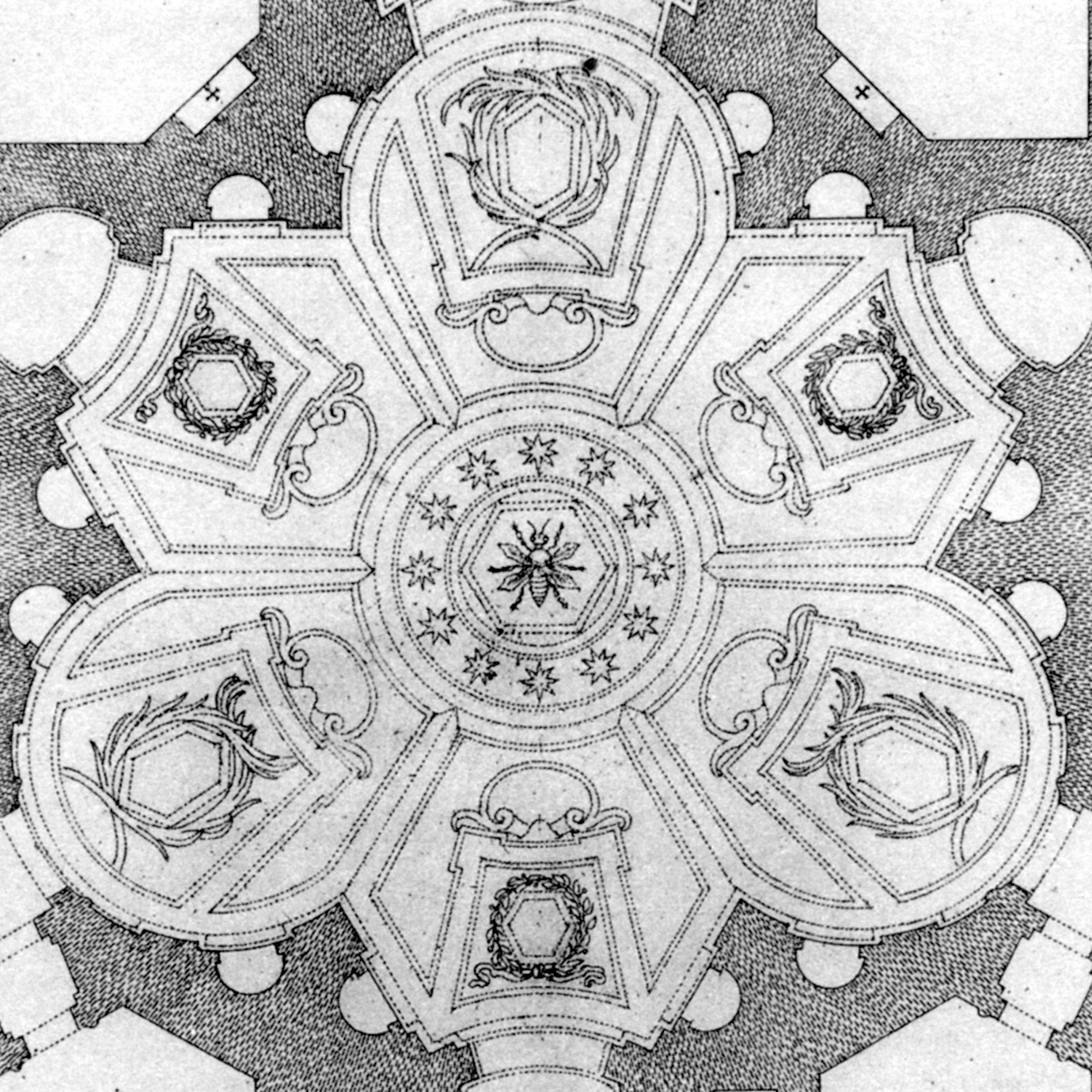
Die Biene im Grundriss

Bienenwaben bilden ein regelmäßiges Sechseck. Auch ihr Körper kann mit dieser geometrischen Form in Übereinstimmung gebracht werden: Ihre sechs Beine markieren dann die Ecken des Sechsecks, während ihre vier Flügel, ihr Kopf und ihr Hinterleib mit der Anzahl der Nischen im Grundriss von Sant’Ivo korrespondieren.
Zwar muss man davon ausgehen, dass Borromini nicht die Form der Biene als Grundlage nahm, als er den Grundriss entwarf. Doch hat er der Gleichsetzung auch nicht widersprochen. Eine von Borromini eigenhändig gezeichnete Präsentationszeichnung zeigt tatsächlich Bienen in den Grundriss eingezeichnet.

## Öffnungszeiten
Die Kirche ist nur sonntagmorgens von 9 bis 12 Uhr zugänglich, die Messe beginnt gegenwärtig um 11:00 Uhr.